# Bürgermeisterei Perl
Die Bürgermeisterei Perl im Kreis Saarburg im Regierungsbezirk Trier in der preußischen Rheinprovinz war eine Bürgermeisterei mit 6 Dörfern, 1 Weiler, 3 Mühlen, welche 306 Feuerstellen (Fst.) und 1657 Einwohner (Einw.) (Stand 1828) hatten.
Darin:
- Oberperl, ein Dorf unweit der Mosel mit 61 Fst., 309 Einw. und Weinbau.

Die Dörfer:
- Niederperl an der Mosel mit den 3 Mahlmühlen, 1 Kathol. Pfarrkirche, 80 Fst., 425 Einw.; Neben-Zoll-Amt erster Klasse; 1 Wochenmarkt.
- Oberleuken mit 1 Kathol. Pfarrkirche, 75 Fst., 440 Einw.
- Sehndorf mit 36 Fst., 175 Einw.
- Keßlingen mit 12 Fst., 63 Einw.
- Tettingen mit 1 Kathol. Pfarrkirche, 19 Fst., 122 Einw.

Weiler:
- Butzdorf mit 23 Fst., 123 Einw.